# Shin (géorgien)
Cette page contient des caractères spéciaux ou non latins. S’ils s’affichent mal (▯, ?, etc.), consultez la page d’aide Unicode.
Pour les articles homonymes, voir Shin.
Shin, (შინ, [ʃin], en géorgien) est la 25e lettre de l'alphabet géorgien.

## Linguistique
Shin est utilisé pour représenter le son [ʃ].
Dans la norme ISO 9984, la lettre est translittérée par « š ».

## Représentation informatique
- Unicode[1] :
  - Asomtavruli Ⴘ : U+10B8
  - Mkhedruli et nuskhuri შ : U+10E8